# Saint-Caprais-de-Blaye
Pour les articles homonymes, voir Saint-Caprais.
Saint-Caprais-de-Blaye est une commune déléguée de Val-de-Livenne du Sud-Ouest de la France, dans le département de la Gironde, en région Nouvelle-Aquitaine.

## Géographie
Commune située dans le Blayais. C'est une commune limitrophe avec le département de la Charente-Maritime.

### Communes limitrophes
| - OpenStreetMap Limite communale. |

| Saint-Palais            | Boisredon (Charente-Maritime) |                            |
| Saint-Ciers-sur-Gironde | Saint-Caprais-de-Blaye        | Marcillac (Val-de-Livenne) |
|                         | Saint-Aubin-de-Blaye          |                            |

## Histoire
Le 1er janvier 2019, elle fusionne avec Marcillac pour constituer la commune nouvelle de Val-de-Livenne dont la création est actée par un arrêté préfectoral du 28 septembre 2018.

### Enseignement

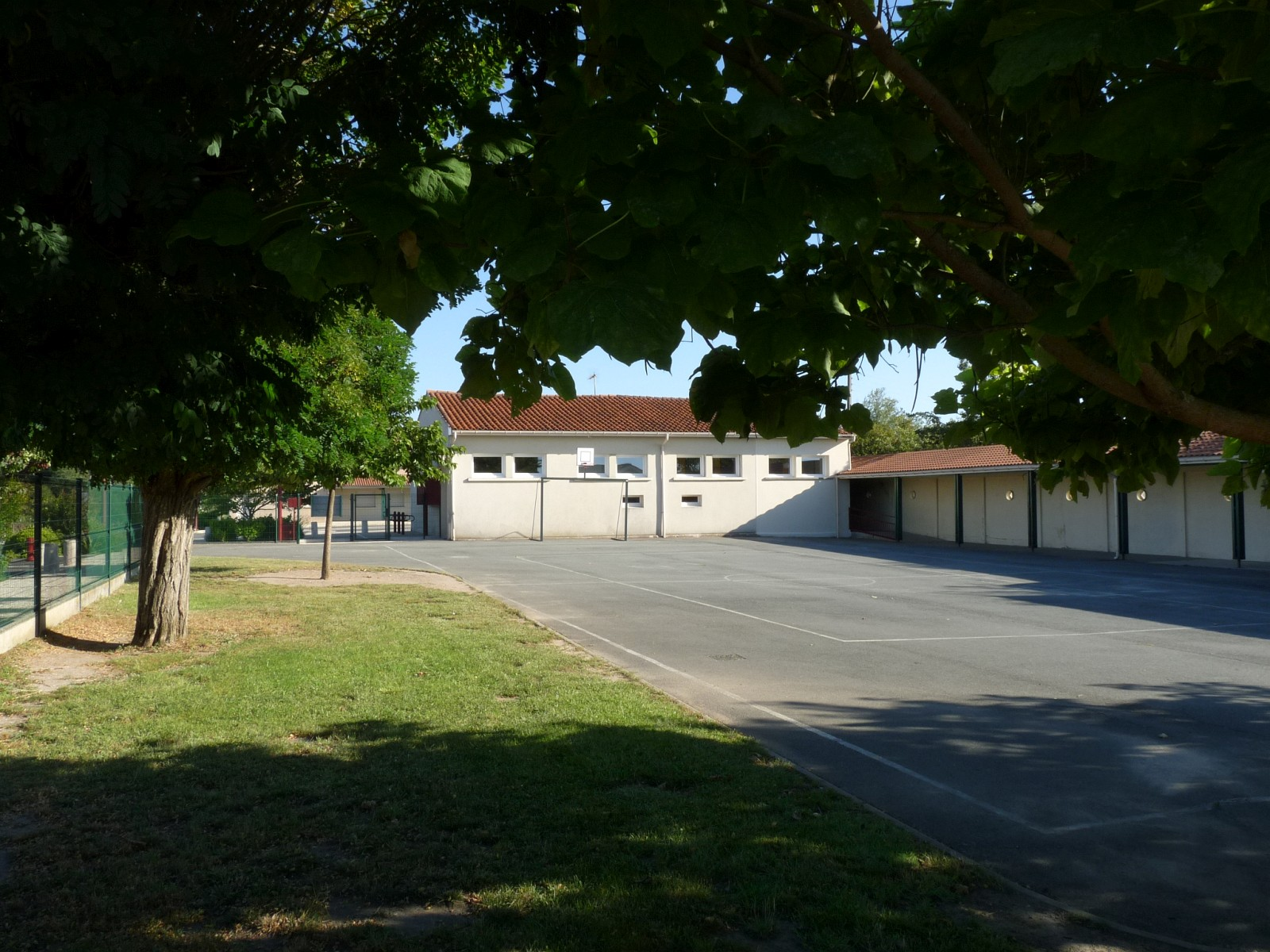
L'école en 2014.

## Politique et administration
| Période      | Période   | Identité         | Étiquette | Qualité                    |
| ------------ | --------- | ---------------- | --------- | -------------------------- |
| janvier 2019 | mars 2020 | Philippe Plisson | PS        | Retraité de l'enseignement |
| mars 2020    |           | Isabelle YUBERO  |           | Professeur des écoles      |

| Période                                  | Période       | Identité         | Étiquette | Qualité                                                                      |
| ---------------------------------------- | ------------- | ---------------- | --------- | ---------------------------------------------------------------------------- |
| Les données manquantes sont à compléter. |               |                  |           |                                                                              |
| mars 1983                                | décembre 2018 | Philippe Plisson | PS        | Retraité de l'enseignement Député (2007-2017) Conseiller général (1998-2015) |

## Population et société

### Démographie
L'évolution du nombre d'habitants est connue à travers les recensements de la population effectués dans la commune depuis 1793. Pour les communes de moins de 10 000 habitants, une enquête de recensement portant sur toute la population est réalisée tous les cinq ans, les populations de référence des années intermédiaires étant quant à elles estimées par interpolation ou extrapolation. Pour la commune, le premier recensement exhaustif entrant dans le cadre du nouveau dispositif a été réalisé en 2007.

En 2016, la commune comptait 589 habitants, en évolution de +9,89 % par rapport à 2010 (Gironde : +6,91 %, France hors Mayotte : +2,11 %).
| 1793 | 1800 | 1806 | 1821 | 1831 | 1836 | 1841 | 1846 | 1851 |
| ---- | ---- | ---- | ---- | ---- | ---- | ---- | ---- | ---- |
| 434  | 409  | 448  | 501  | 505  | 491  | 476  | 536  | 539  |

| 1856 | 1861 | 1866 | 1872 | 1876 | 1881 | 1886 | 1891 | 1896 |
| ---- | ---- | ---- | ---- | ---- | ---- | ---- | ---- | ---- |
| 578  | 553  | 511  | 519  | 530  | 513  | 528  | 518  | 508  |

| 1901 | 1906 | 1911 | 1921 | 1926 | 1931 | 1936 | 1946 | 1954 |
| ---- | ---- | ---- | ---- | ---- | ---- | ---- | ---- | ---- |
| 490  | 482  | 508  | 503  | 507  | 455  | 427  | 409  | 361  |

| 1962 | 1968 | 1975 | 1982 | 1990 | 1999 | 2006 | 2007 | 2012 |
| ---- | ---- | ---- | ---- | ---- | ---- | ---- | ---- | ---- |
| 365  | 321  | 305  | 344  | 359  | 405  | 498  | 510  | 534  |

| 2016 | - | - | - | - | - | - | - | - |
| ---- | - | - | - | - | - | - | - | - |
| 589  | - | - | - | - | - | - | - | - |

## Culture locale et patrimoine

### Lieux et monuments
- L'église paroissiale Saint-Clair est de style néo-roman.

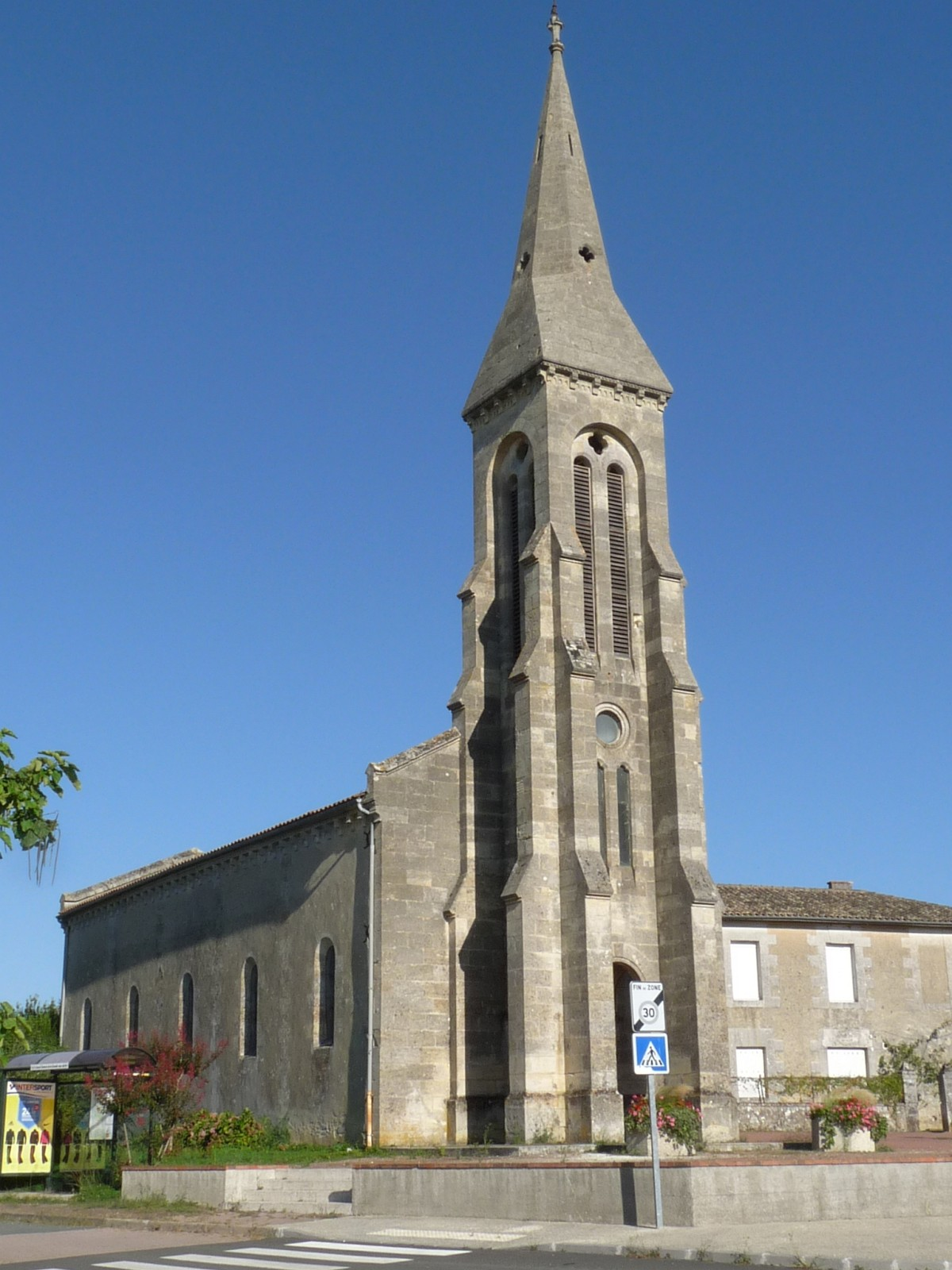
L'église Saint-Clair.
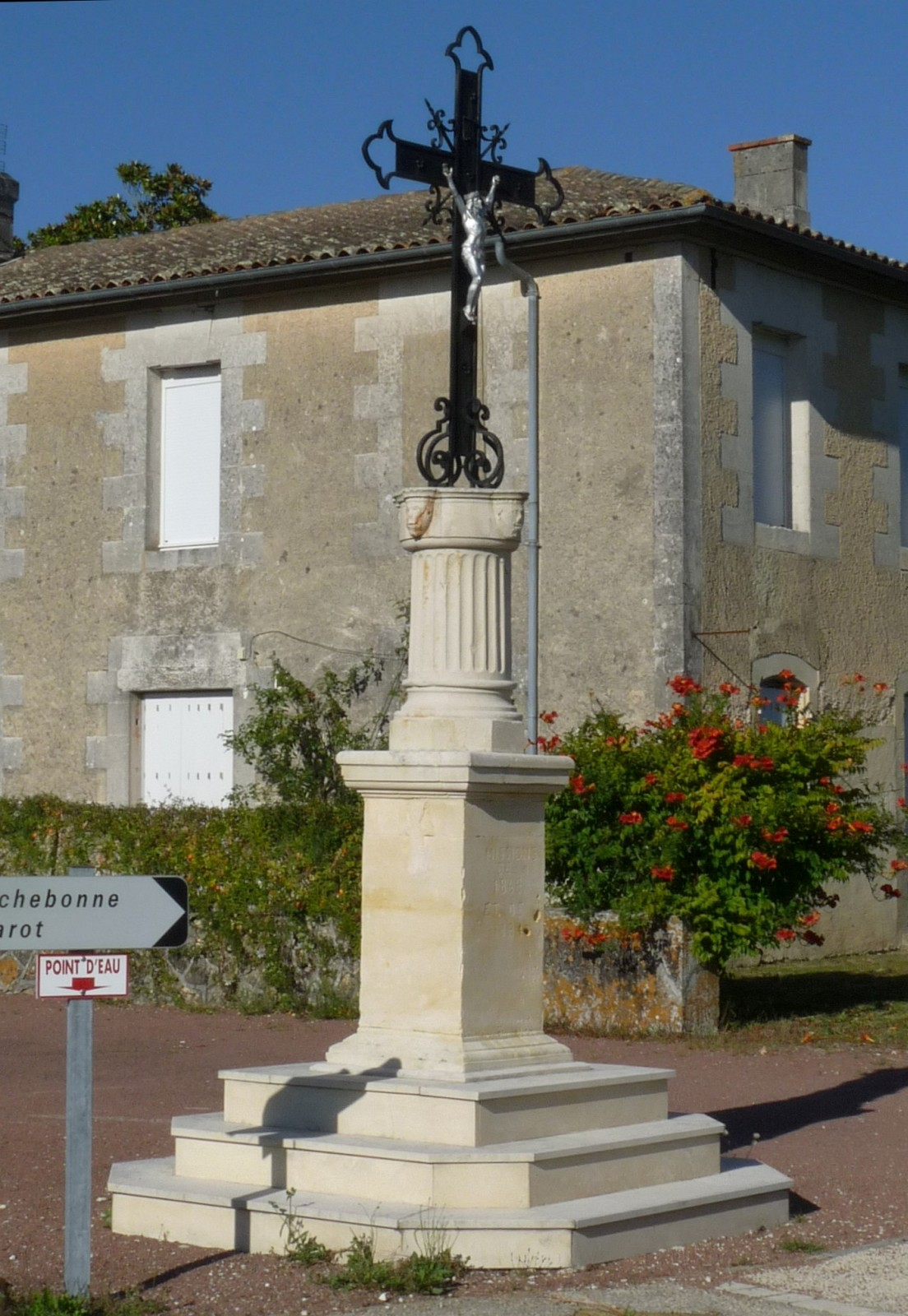
Croix de mission du XIXe siècle.
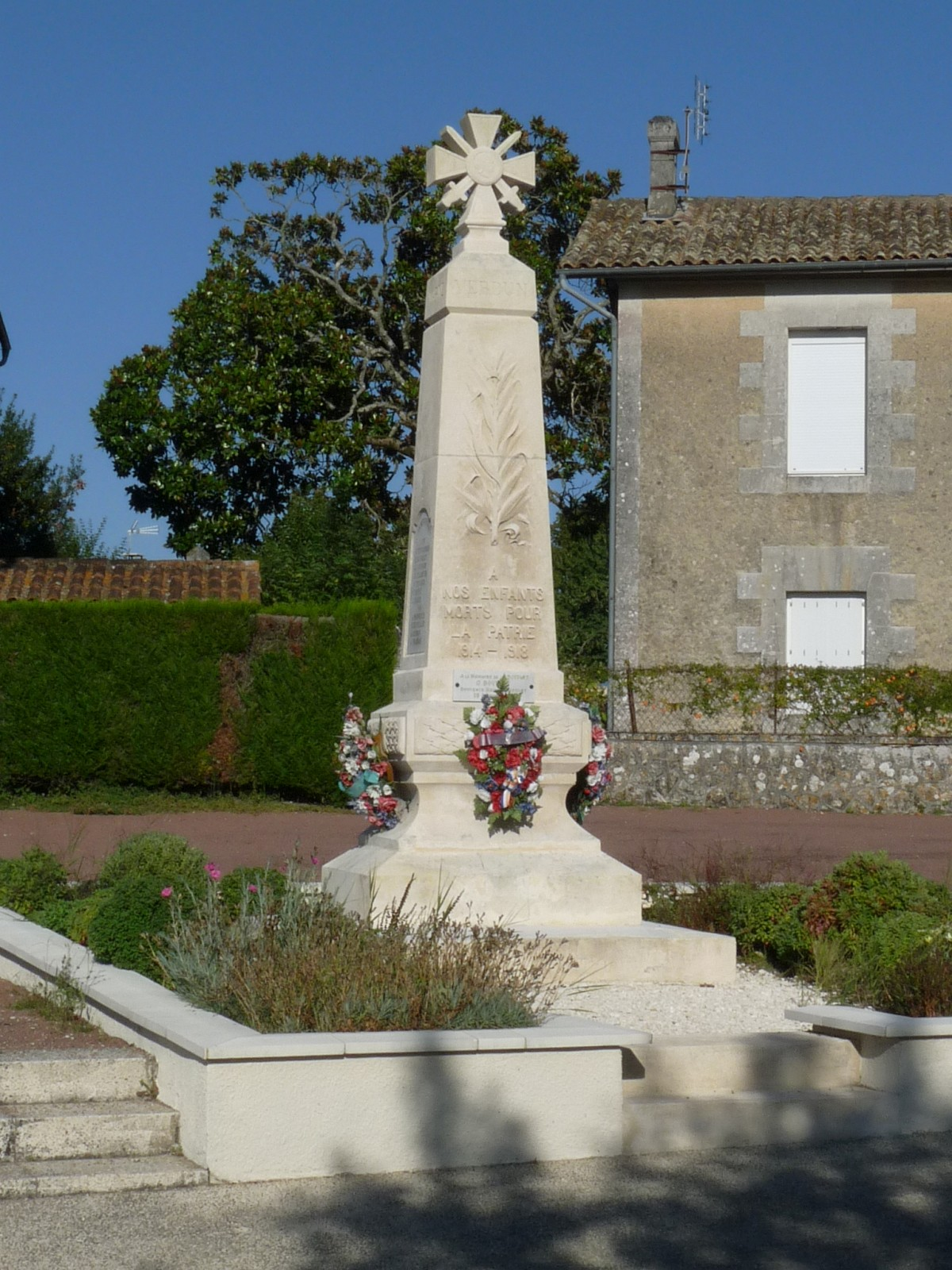
Le monument aux morts.

### Personnalités liées à la commune
Philippe Plisson, ancien maire, y est né